# Karl-Hermann Zülch
Karl-Hermann Fürchtegott Zülch (* 21. Februar 1907 in Allenstein; † 25. Januar 1985 in Bad Wildungen) war ein deutscher Jurist und Landrat.

## Leben und Wirken
Er war ein Sohn des Allensteiner Oberbürgermeisters Georg Zülch und dessen Frau Karoline, geborene von Brincken (1880–1948).
Nach dem Schulbesuch studierte er Recht und legte beide Staatsexamen ab. Der NSDAP trat er zum 1. Dezember 1930 bei (Mitgliedsnummer 399.076). Daneben war er SA-Sturmführer.
Im nationalsozialistischen Deutschen Reich wurde er Regierungsassessor bei der Bezirksregierung in Stade. Im März 1939 wurde er als kommissarischer Landrat im Landkreis Grulich im Reichsgau Sudetenland eingesetzt. Im Juni 1939 wurde er zum Regierungsrat befördert und im September 1939 endgültig zum Landrat von Grulich ernannt. Gleichzeitig wurde er zum Landkommissar für das Gebiet des beim Überfall auf Polen besetzten polnischen Kreises Szubin (deutsch Schubin) bestellt. Bereits zwei Monate später wechselte er als Landrat in den Landkreis Rumburg, der wie Grulich im Sudetenland lag. Kurze Zeit danach gab er diese Funktion ab und wurde im Landkreis Schubin im annektierten Teil Polens als Landrat und zugleich Kreisleiter der NSDAP eingesetzt. Gemäß der nationalsozialistischen Anordnung über die Verwaltungsführung in den Landkreisen vom 28. Dezember 1939 unterstand dem Kreisleiter die „Menschenführung“ und dem Landrat die Verwaltung. Ab April 1942 befand er sich im Kriegseinsatz und ließ sich von Herbert Banse, dem Landrat des Nachbarkreises Dietfurt vertreten. Er kehrte im Oktober 1943 als politischer Leiter mit dem NSDAP-Dienstrang eines Hauptabschnittsleiters in die Kreisleitung im früheren Kreis Schubin zurück, der inzwischen „Altburgund“ genannt wurde und dessen Verwaltungssitz sich ab November 1943 in Dietfurt befand. Das Amt des Landrats beider Kreise übernahm er nun wieder selbst (für Dietfurt kommissarisch) und übte es bis zur Eroberung des Gebiets durch die Rote Armee im Januar 1945 aus.
Nach dem Zweiten Weltkrieg lebte er in Hamburg und war Mitinhaber des Versicherungsmaklerbüros Sturzenbecher & Zülch. Am 20. Februar 1955 gehörte er zu den Gründungsmitgliedern der Kreisgemeinschaft Stadt Allenstein in der Landsmannschaft Ostpreußen in Gelsenkirchen. In den 1950er und 1960er Jahren war er am Aufbau des Amrumer Kreises beteiligt, einer in Zülchs Haus auf Amrum angesiedelten Bündischen Jungenschaft, aus der später die von seinem Sohn Tilman Zülch mitgegründete Gesellschaft für bedrohte Völker entstand. Aus seiner Ehe mit Erika Zülch geborene Balzer gingen neben Karl-Tilman die beiden Töchter Anna Barbara und Uta hervor.

## Distinktionen
Im Rahmen der Feiern zum so genannten „Posener Tag der Freiheit“, dem Jahrestag der Bildung des „Reichsgaus Posen“ (ab 1940 „Wartheland“ genannt), wurde Zülch am 24. Oktober 1942 das Gauehrenzeichen des Warthelandes „für Verdienste im  Volkstumskampf“ verliehen.